# Vassili Kliutxevski
Vassili Óssipovitx Kliutxevski, rus: Василий Осипович Ключевский, (28 de gener del 1841, Voskresnskoie, Penza - 25 de maig del 1911, Moscou) fou un historiador rus a cavall dels segles XIX i xx. És considerat un dels tres historiadors amb més reconeixement, juntament amb Nikolai Karamzín i Serguei Soloviov.

## Biografia
Fill del capellà del poble, Kliutxevski, d'ètnia mordoviana, estudià a la Universitat de Moscou amb Serguei Soloviov, qui succeí en la càtedra el 1879, després que morís. Les seves primeres publicacions importants foren un article sobre activitats econòmiques del monestir de Solovetsk (prop de Belozersk) el 1867 i una tesi sobre l'hagiografia russa medieval (1871).
Kliutxevski fou el primer historiador a canviar l'atenció des dels afers polítics i socials a les forces i agents geogràfics i econòmics. Estava interessat particularment en el procés de colonització pacífica russa d'Europa, Sibèria i l'Extrem Orient Rus. El 1882 publicà un treball de camp sobre la Duma boiara, on afirmava la seva visió de l'Estat com a resultat de la col·laboració de diverses classes de societat.

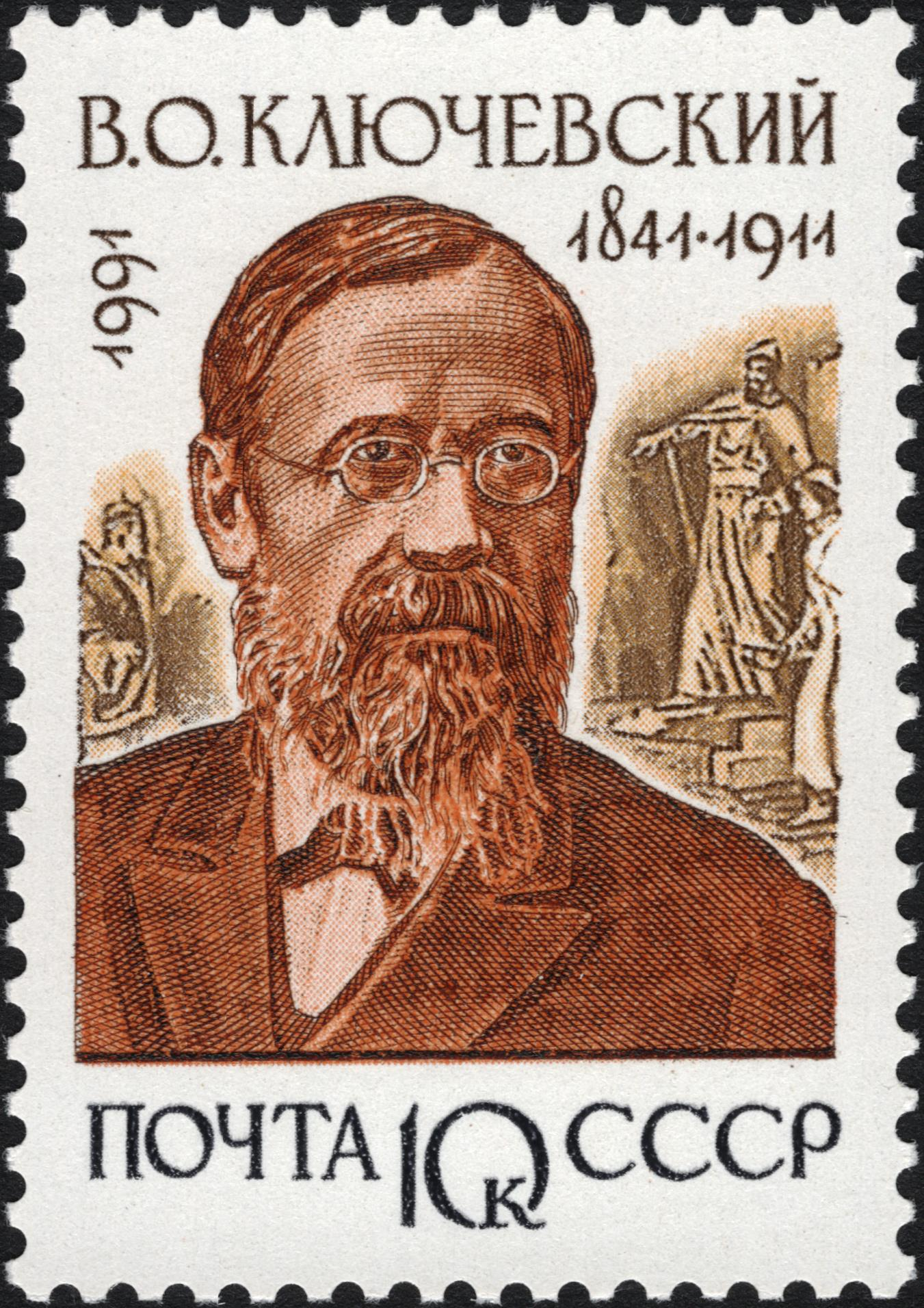
Segell del 1991 en homenatge a Kliutxevski.

El 1889 l'escolliren membre de l'Acadèmia Russa de les Ciències, tot i que les seves conferències eren molt populars, publicà unes biografies d'homes representatius com Andrei Kursbski, Afanasi Ordin-Naixokin, Fiódor Rtixev, Vassili Golitsin i Nikolai Novikov.
L'última dècada de la seva vida la dedicà a preparar la versió impresa de les seves conferències. També estigué interessat en la política, i fins i tot s'uní al Partit Democràtic Constitucional.